# 1958 au Québec
Cet article traite des événements survenus en 1958 au Québec. 

## Événements

### Janvier
- 7 janvier : le budget énoncé par le ministre des Finances, Onésime Gagnon, prévoit des dépenses de 506 millions de dollars, un record[1].
- 16 janvier : Lester B. Pearson est élu chef du PLC avec 1074 voix contre 305 pour Paul Martin Sr.[2].
- 27 janvier : Onésime Gagnon annonce son retrait de la vie politique provinciale. John Samuel Bourque lui succède au ministère des Finances[3].
- 29 janvier : Onésime Gagnon est nommé lieutenant-gouverneur du Québec[4].

### Février
- Février : Gratien Gélinas fonde la Comédie canadienne à Montréal qui deviendra le siège du Théâtre du Nouveau-Monde en 1972[5].
- 12 février : la CTCC et la FTQ présentent un mémoire au gouvernement Duplessis, réclamant la scolarité obligatoire jusqu'à 16 ans, la gratuité scolaire et la démocratisation des institutions scolaires[6].
- 21 février : la session est prorogée[4].

### Mars
- 6 mars : 21 000 étudiants de différentes universités déclenchent une grève d'une journée afin d'inciter le gouvernement Duplessis à faciliter l'accessibilité aux études supérieures pour les Québécois[7].
- 31 mars : le Parti progressiste-conservateur de John Diefenbaker remporte l'élection générale fédérale avec 207 sièges contre 46 aux libéraux. Au Québec, le score est de 50 progressiste-conservateurs et de 25 libéraux, une première depuis John A. Macdonald[8].

### Avril
- 24 avril : Georges-Émile Lapalme démissionne officiellement de son poste de chef du Parti libéral du Québec[9].
- 30 avril : Daniel Johnson devient ministre des Ressources hydrauliques. Jean-Jacques Bertrand devient ministre des terres et Forêts[10].

### Mai
- 3 mai : le chanteur Michel Louvain est la vedette du Gala des Splendeurs, retransmis à la télévision de Radio-Canada. Il devient alors l'une des vedettes les plus populaires du Québec[11].
- 31 mai : Jean Lesage devient chef du Parti libéral du Québec[12].

### Juin
- 13 juin : Scandale du gaz naturel. Le Devoir accuse le gouvernement Duplessis d'avoir spéculé sur les actions de la Corporation de gaz naturel du Québec. Des hauts fonctionnaires de l'Hydro-Québec auraient reçu des pots-de-vin afin de faciliter la vente du réseau de gaz à une compagnie privée dont certains actionnaires étaient des ministres du gouvernement. Parmi les ministres impliqués, il y a Antonio Barrette, Antonio Talbot, John Bourque, Daniel Johnson et Paul Dozois. Le nouveau lieutenant-gouverneur, Onésime Gagnon, est également impliqué[13].

### Août
- 1er août : l'Association des Travailleurs de Murdochville est finalement reconnue comme un syndicat légal. Cela fait suite au long conflit de travail de l'an passé[14].

### Septembre
- 17 septembre : le CTCC réclame une enquête publique sur le scandale du gaz naturel. Elle demande également la démission des ministres impliqués et la nationalisation du gaz naturel[15].
- 21 septembre : Roger Matthieu succède à Gérard Picard à la tête du CTCC[16].

### Novembre
- 5 novembre : à la suite de la démission d'Albiny Paquette, Arthur Leclerc devient ministre de la Santé[3].
- 10 novembre : lancement à l'Ambassade du Canada à Paris du roman d'Yves Thériault, Agaguk, coédité par l'Institut littéraire du Québec (Québec) et les Éditions Bernard Grasset (Paris)[17].
- 19 novembre : début de la troisième session de la 25e législature à l'Assemblée législative. Le discours du Trône est une longue apologie contre le principe de l'étatisation[3].
- 28 novembre : Maurice Duplessis annonce que son gouvernement n'instituera pas d'enquête royale concernant le scandale du gaz naturel[18].

### Décembre
- 23 décembre : Maurice Richard est nommé athlète de l'année au Québec[19].
- 29 décembre : début d'une grève des réalisateurs francophones de Radio-Canada, la société d'État refusant de reconnaître leur affiliation au CTCC[20].

## Naissances
- Denis Lamothe (policier et homme politique)
- Gabriel Pelletier (acteur, réalisateur, scénariste et producteur)
- Marie-Christine Lévesque (conceptrice publicitaire et éditrice) († 16 juillet 2020)
- Michel Dufour (romancier)
- Richard Dubé (criminaliste, idéateur et coauteur de la série télévisée Indéfendable) († 6 janvier 2024)
- 3 janvier - Yves Desgagnés (acteur et réalisateur)
- 23 janvier - Gilles Bélanger (homme d'affaires et homme politique)
- 13 février - Jean-François Lisée (journaliste, écrivain et homme politique)
- 15 février - Chrystine Brouillet (romancière)
- 26 février - Guy Bourgeois (cadre municipal et homme politique)
- 16 mars - Jean L'Italien (acteur)
- 8 avril - Richard David (joueur de hockey)
- 10 mai - Gaétan Boucher (patineur de vitesse)
- 23 mai - Serge Dupire (acteur)
- 28 mai - Jean Leclerc (homme politique et homme d'affaires)
- 3 juin - Michel Laperrière (acteur et réalisateur)
- 24 juin - Jean Charest (premier ministre du Québec)
- 1 août - Jean-François Viau (homme politique et consultant) († 2 mai 2019)
- 9 août - Louis Garneau (homme d'affaires)
- 27 août - Normand Brathwaite (humoriste et animateur)
- 13 septembre - Chantal Francke (actrice)
- 22 septembre - Mireille Deyglun (actrice)
- 27 septembre - René Richard Cyr (acteur et metteur en scène)
- 2 octobre - Carole Poirier (femme politique)
- 24 octobre - Nathalie Gadouas (actrice)
- 26 octobre - Fabienne Larouche (scénariste et productrice)
- 27 octobre - Érick Rémy (Animateur de radio et de television)
- 3 novembre - Jano Bergeron (chanteuse)
- 28 novembre - Marjolain Dufour (homme politique)
- 4 décembre - Denis Lévesque (animateur de télévision)

## Décès
- 16 janvier - Charles Bélec (homme politique) (º 23 décembre 1872)
- 16 juillet -  Mike Neville (joueur de hockey) (º 11 octobre 1903)
- 21 juillet - Oscar L. Boulanger (homme politique) (º 3 novembre 1888)
- 11 septembre - Camillien Houde (ancien maire de Montréal) (º 13 août 1889)
- 23 septembre - Jacob Nicol (homme politique et homme d'affaires) (º 25 avril 1876)
- 2 octobre - Charles Avery Dunning (ancien premier ministre de la Saskatchewan) (º 31 juillet 1885)

### Articles généraux
- Chronologie de l'histoire du Québec (1931 à 1959)
- L'année 1958 dans le monde
- 1958 au Canada

### Articles spécifiques sur l'année 1958 au Québec
- Gouvernement Maurice Duplessis (2)
- Scandale du gaz naturel
- Élection fédérale canadienne de 1958

## Sources et références
1. ↑  Pierre Laporte, « Le budget provincial atteint le demi-milliard », Le Devoir,‎ 8 janvier 1958, p. 1
2. ↑  Bilan du Siècle
3. 1 2 3  « Chronologie parlementaire 1957-1959 » (consulté le 11 mars 2009)
4. 1 2  Chronologie parlementaire 1958
5. ↑  Bilan du Siècle
6. ↑  « Mémoire présenté au gouvernement provincial - Pour la démocratisation de l'enseignement », Le Devoir,‎ 13 février 1958, p. 1
7. ↑  Bilan du Siècle
8. ↑  Voir l'article Élection fédérale canadienne de 1958
9. ↑  M. Georges-Émile Lapalme démissionne. Le Devoir. 25 avril 1958. p. 1
10. ↑  Pierre Godin. Daniel Johnson tome 1. Éditions de l'Homme. 1980. p. 91
11. ↑  Bilan du Siècle
12. ↑  Pierre Laporte. Jean Lesage élu chef du parti libéral. Le Devoir. 2 juin 1958. p. 1, 2
13. ↑  Idem, p. 102
14. ↑  « Murdochville: La CRO certifie un syndicat indépendant », Le Devoir,‎ 2 août 1958, p. 1
15. ↑  L'enquête sur le gaz naturel et l'étatisation du réseau. Les syndicats ouvriers seront-ils les seuls à les réclamer?. Le Devoir. 18 septembre 1958. p. 4
16. ↑  Bilan du Siècle
17. ↑  Le roman Agaguk a 50 ans
18. ↑  Duplessis: non, pas d'enquête royale. Le Devoir. 29 novembre 1958. p. 1, 3
19. ↑  Maurice Richard, choisi athlète de l'année. Le Devoir. 24 décembre 1958. p. 15
20. ↑  Pierre Godin. René Lévesque tome 1. Boréal. 1994. p. 334.